# Oostende-Brygges internationella flygplats
Oostende-Brygges internationella flygplats är en flygplats i Belgien.   Den ligger i provinsen Västflandern och regionen Flandern, i den västra delen av landet, 110 km väster om huvudstaden Bryssel. Oostende-Brygges internationella flygplats ligger 3 meter över havet.